# Xiphares
Xiphares, död 65 f.Kr., var en pontisk prins, son till kung Mithridates VI Eupator av Pontus.